# Stellaria laevis
Stellaria laevis är en nejlikväxtart som först beskrevs av Friedrich Gottlieb Bartling och fick sitt nu gällande namn av Paul Rohrbach. 
Stellaria laevis ingår i släktet stjärnblommor och familjen nejlikväxter. Inga underarter finns listade i Catalogue of Life.